# Soorts-Hossegor
Soorts-Hossegor, occitan: Sòrts e Òssagòr, là một xã, thuộc tỉnh Landes trong vùng Nouvelle-Aquitaine. Xã này có diện tích km², dân số năm 2006 là người. Xã này nằm ở khu vực có độ cao trung bình mét trên mực nước biển.
Danh xưng dân địa phương trong tiếng Pháp là Hossegoriens. 

## Biến động dân số
| Năm | 1962  | 1968  | 1975  | 1982  | 1990  | 1999  | 2006  |
| --- | ----- | ----- | ----- | ----- | ----- | ----- | ----- |
| Dân số | 1 755 | 2 071 | 2 248 | 2 544 | 2 829 | 3 292 | 3 586 |
| From the year 1962 on: No double counting—residents of multiple communes (e.g. students and military personnel) are counted only once. |       |       |       |       |       |       |       |